# ان‌کوئست
ان‌کوئست (انگلیسی: EnQuest) شرکت اکتشاف و تولید نفت بریتانیایی است، که در سال ۲۰۱۰ تأسیس شد.